# Willi Wessel
Willi Wessel (* 7. Januar 1937 in Diepenau) ist ein deutscher Politiker und ehemaliger Landtagsabgeordneter (SPD).

## Leben und Beruf
Nach dem Besuch der Volksschule absolvierte er eine Ausbildung als Berglehrling und war bis 1957 Bergknappe. Nach Ablegung der Hauerprüfung war er bis 1970 als Hauer beschäftigt. Anschließend war er Betriebsdirektor, Arbeitsdirektor und Geschäftsführer bei verschiedenen Firmen.
Mitglied der SPD ist Wessel seit 1955. Er ist in zahlreichen Parteigremien aktiv, so z. B. als Vorsitzender des SPD-Stadtverbandes Herten. Seit 1952 ist er Mitglied der IG Bergbau und Energie.

## Abgeordneter
Vom 29. Mai 1980 bis zum 30. Mai 1990 war Wessel Mitglied des Landtags des Landes Nordrhein-Westfalen. Er wurde jeweils im Wahlkreis 081 Recklinghausen I direkt gewählt.
Dem Stadtrat der Stadt Herten gehörte er von 1964 bis 1991 und von 2004 bis 2006 an und war von 1975 bis 1991 Bürgermeister. Von 1969 bis 1980 war Wessel Mitglied des Kreistages des Kreises Recklinghausen.

## Sonstiges
1996 erhielt Wessel das Bundesverdienstkreuz am Bande. 2007 verlieh ihm die Stadt Herten die Ehrenbürgerrechte der Stadt.